# Václav Wolf
Václav Wolf (ur. 1 marca 1937 w Pradze, zm. 25 kwietnia 2019) – ksiądz katolicki i nestor katolickiej teologii w Czechach. W latach 1990–1997 był dziekanem wydziału teologii katolickiej na Uniwersytecie Karola w Pradze. Zasłynął ze sporu z kard. Miloslavem Vlkem o sposób kierowania wydziałem i o ważność jego wyboru na trzecią kadencję dziekańską - ostatecznie zawetowaną przez kard. Vlka.

## Książki
- 1966 Biblický čas a teorie zpřítomnění
- 1969 Unsterblichkeit der Seele („Nesmrtelnost duše“, Mainz)
- 2003 Lidská identita v proměnách: základy filosoficko-teologické antropologie, Olomouc
- 2004 Syntéza víry, Olomouc
- 2005 Neposkvrněné početí Panny Marie v průběhu historie, Olomouc
- 2006 Psychologie Kristovy osobnosti, Olomouc